# Boezinge
Boezinge is een dorpje in de Belgische provincie West-Vlaanderen en een deelgemeente van de stad Ieper, het was een zelfstandige gemeente tot aan de gemeentelijke herindeling van 1977. Ter plaatse wordt van Boezieng(e) gesproken.

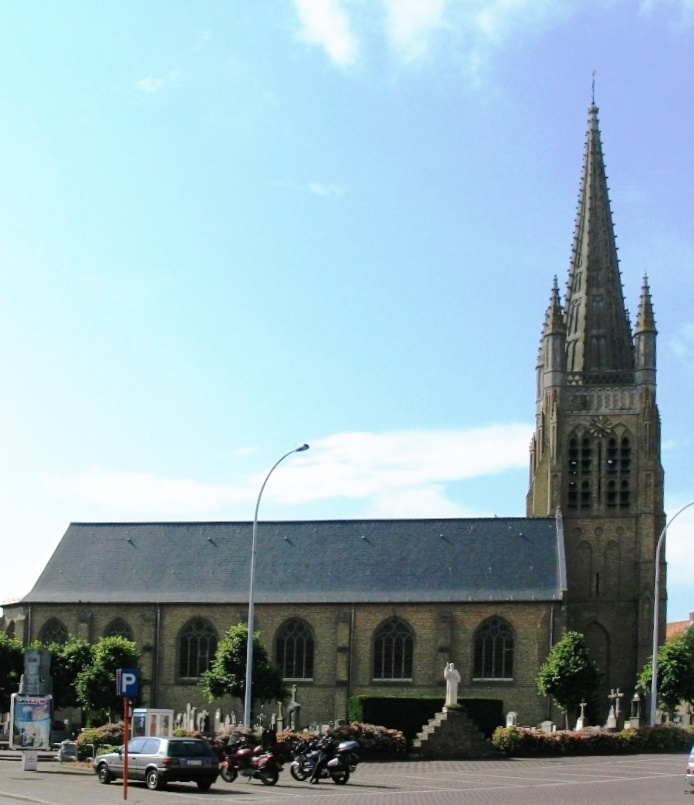
De Sint-Michielskerk

## Naam
De naam zou ontstaan zijn uit Bosa (naam), inga (zoon, afstammeling van, genitief) en heim (woonplaats). Bosingaheim was dus de woonplaats van een zoon of andere afstammeling van Bosa. In een kroniek van het Iepers Sint-Maartenskapittel werd Boezinge voor het eerst vermeld in 1119, tijdens de periode van de eerste graven van Vlaanderen.

## Geschiedenis
Boezinge zou zijn ontstaan bij een overtoom op de Ieperlee. Boezinge was een heerlijkheid die achtereenvolgens in bezit was van de families Belle (1e kwart van de 14de eeuw - 2e en 3e kwart van de 15de eeuw), Van Diksmuide, Van Halewijn, Van Witthem, de Cusance, en des Trompes. Kaspar des Trompes herbouwde het kasteel in 1631 en liet ook een sluis aanleggen, waarvan Bartholomeus de Buck de ontwerper was. Vervolgens was de heerlijkheid nog in bezit van de families de Masin, de Chauviray, en de Thibault. Van 1696-1782 werd de sluis nog beschermd door het Sint-Niklaasfort.
Het tiendrecht van de parochie was in handen van het Sint-Maartenskapittel te Ieper. Tijdens de beeldenstorm (1566) werden zowel de kerk als het kasteel in brand gestoken.
Een telling van 1846 vermeldde onder meer drie smidsen, vier brouwerijen, een kalkoven, twee steenbakkerijen en twee stijfselfabrieken.
Bij het uitbreken van de Eerste Wereldoorlog kreeg Boezinge te maken met vluchtelingen uit Mechelen en omgeving. Toen de Duitsers te keer gingen tegen de burgerbevolking op Schuwe Maandag in Roeselare (19 oktober 1914) kwam een tweede golf van vluchtelingen aan uit de oostelijke dorpen Oostnieuwkerke, Passendale, Westrozebeke, Staden, Poelkapelle en dergelijke. Op 22 april 1915 vond de eerste gasaanval plaats.

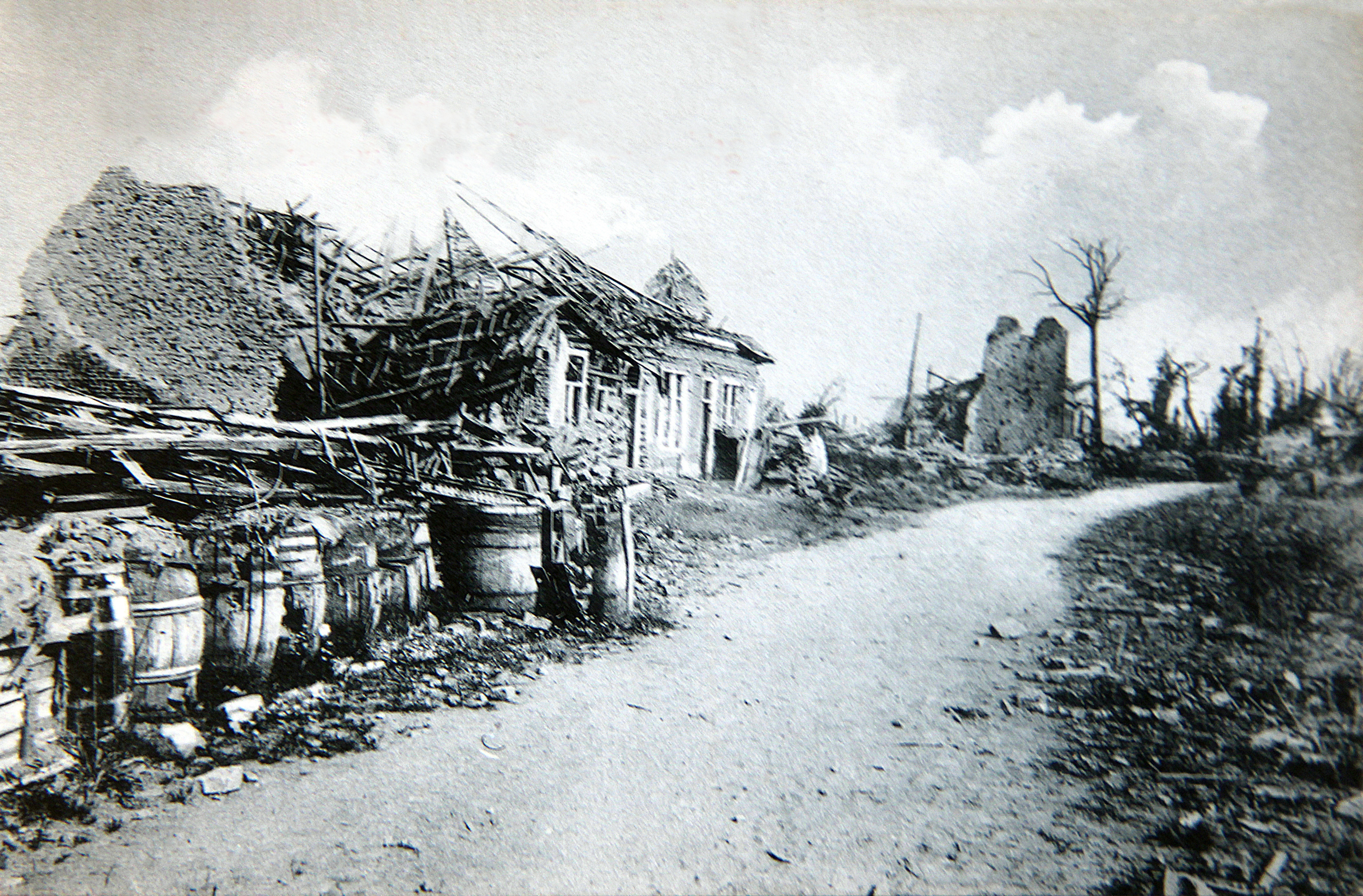
Wijk verwoest door de gevechten van 1914 in Boezinge.

Tijdens de Eerste Slag om Ieper bleef, ondanks de gevaren, nog een deel van de bevolking ter plaatse. Na de Tweede Slag om Ieper werd Boezinge een spookdorp. Van de gebouwen bleef niets meer over; ook de kerk was volledig vernield. Pas in de zomer van 1919 kwamen de eerste Boezingenaars terug. Ze woonden eerst in houten barakken en hadden jaren nodig om hun dorp weer op te bouwen. Diverse oorlogskerkhoven, oorlogsmonumenten en bunkers getuigen nog van deze periode.
In 1971 werd de gemeente Zuidschote aangehecht, maar in 1977 verloor Boezinge zijn zelfstandigheid en werd het bij de stad Ieper gevoegd.

## Demografische ontwikkeling
- Bronnen:NIS, Opm:1831 tot en met 1970=volkstellingen; 1976 = inwoneraantal op 31 december
- 1971: Aanhechting van Zuidschoote in 1971

## Bezienswaardigheden
- De Sint-Michielskerk

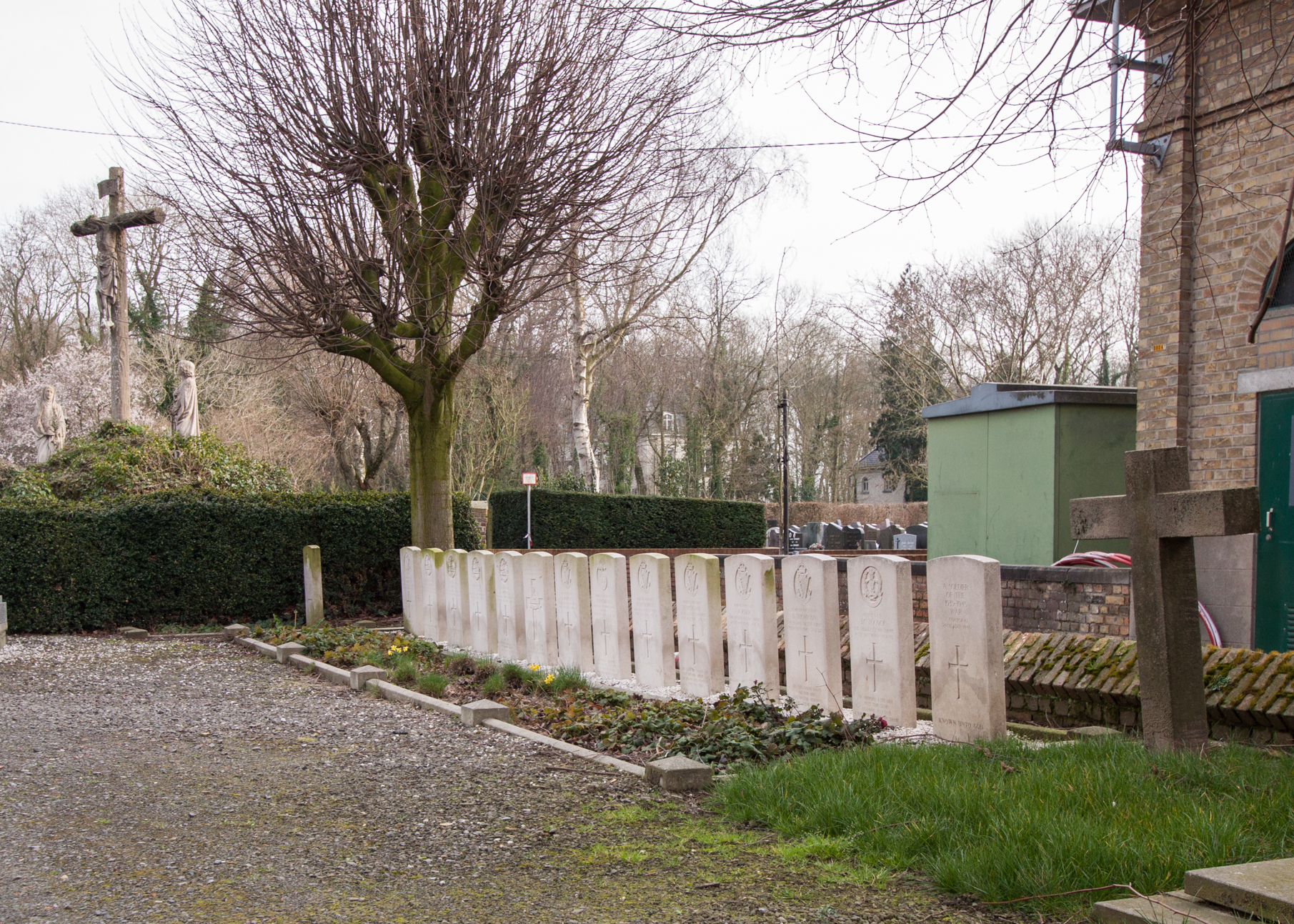
Boezinge Churchyard, Britse oorlogsgraven op het kerkhof van Boezinge. 14 doden zijn uit de Tweede Wereldoorlog, 1 uit de Eerste Wereldoorlog

- Een geallieerde observatiepost uit de Eerste Wereldoorlog, met bovenop een Duitse mortier, als oorlogsbuit
- Demarcatiepalen 6 en 12, gedenktekens die de voormalige frontlijn aangeven
- Het Carrefour des Roses, een parkje met meerdere gedenktekens
- De kanaalsite John McCrae, een oorlogssite langs het Ieperleekanaal
- De Sas van Boezinge
- Het Kasteel van Boezinge
- Boezinge telt meerdere Britse militaire begraafplaatsen:
  - No Man's Cot Cemetery
  - Bard Cottage Cemetery
  - Welsh Cemetery (Caesar's Nose)
  - Talana Farm Cemetery
  - Essex Farm Cemetery
  - Colne Valley Cemetery
  - Artillery Wood Cemetery
  - Dragoon Camp Cemetery
  - La Belle Alliance Cemetery
  - Boezinge Churchyard, het gaat hier eigenlijk om enkele Britse oorlogsgraven op het kerkhof van Boezinge. 14 doden zijn uit de Tweede Wereldoorlog, 1 uit de Eerste.

## Natuur en landschap
Boezinge ligt in Zandlemig Vlaanderen op een hoogte van ongeveer 12 meter. De belangrijkste waterloop is de Ieperlee die ten oosten langs de kom stroomt. Tussen Boezinge en de stad Ieper vindt men een aanzienlijk bedrijventerrein langs de Ieperlee.

## Politiek
Boezinge had een eigen gemeentebestuur en burgemeester tot de fusie van 1977. Verschillende leden van de familie De Thibault de Boesinghe waren burgemeester in Boezinge.

## Bekende inwoners
- Georges Vandenbroele (1900-1975), atleet
- Peter Farazijn (1969), wielrenner

## Nabijgelegen kernen
Ieper, Elverdinge, Brielen, Langemark, Zuidschote

## Trivia
Sint-Michiel is de patroonheilige van Boezinge.
Deelgemeenten: Boezinge · Brielen · Dikkebus · Elverdinge · Hollebeke · Ieper · Sint-Jan · Vlamertinge · Voormezele · Zillebeke · Zuidschote

Overige plaatsen: Brandhoek · Lizerne · Pilkem · Potyze · Sint-Elooi · Verlorenhoek · Wieltje 

Belgische gemeenten · Arrondissement Ieper · West-Vlaanderen · Vlaanderen